# Weißbauch-Seeadler
Der Weißbauch-Seeadler (Icthyophaga leucogaster, Synonym: Haliaeetus leucogaster) auch Weißbauchseeadler geschrieben ist ein im indomalayischen und australasiatischen Raum weit verbreiteter Greifvogel aus der Familie der Habichtartigen (Accipitridae). Mit bis zu 85 Zentimetern Körperlänge erreicht er fast die Größe des Seeadlers (Haliaeetus albicilla), ist aber insgesamt schlanker und im Mittel bedeutend leichter als dieser. Trotz des weiten Verbreitungsgebietes werden keine Subspecies unterschieden. Der Salomonenseeadler (Icthyophaga sanfordi) ist eine Schwesternspecies des Weißbauch-Seeadlers.

## Aussehen
Im Adultkleid ist der Weißbauch-Seeadler unverwechselbar. Kopf, Hals, der Vorderrücken sowie die gesamte Unterseite des Vogels sind reinweiß. Ebenso gefärbt sind die Gefiederpartien an den Unterschenkeln (Hosen) sowie die oberen Deckfedern am Schwanzansatz. Die Oberseite des sitzenden Vogel ist bis auf die beschriebenen Bereiche schiefergrau, alle Schwungfedern sind schwarz. Der Schnabel des erwachsenen Weißbauch-Seeadlers ist an der Schnabelspitze schwarz und wird zum Schnabelansatz heller. Der Fuß ist nicht befiedert und blassgrau gefärbt, die Krallen sind schwarz. Im Flug wirkt ein voll ausgefärbter Weißbauch-Seeadler bis auf die schwarzen Schwungfedern, die scharf mit dem übrigen Weiß der Flügel kontrastieren, weiß. Auch der keilförmige Schwanz ist bis auf zwei schwarze seitliche Abzeichen im oberen Schwanzdrittel weiß.

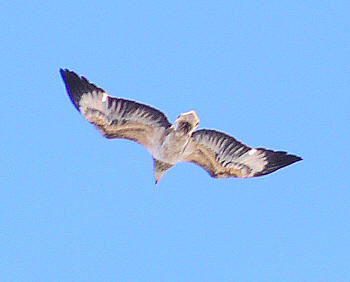
Junger Weißbauch-Seeadler

Sowohl Juvenil- als auch Subadultgefieder unterscheiden sich vom Adultkleid wesentlich. Die reinweißen Gefiederteile des adulten Vogels sind bei juvenilen und subadulten Individuen blass rötlichbraun und weisen eine deutliche dunkle Längsstrichelung auf, die von Jahr zu Jahr mehr ins Weiße wechselt. Ab dem dritten Lebensjahr wird die Weißfärbung des Schwanzes vorherrschend, auch die Kopf und Nackenpartie ist ab diesem Lebensjahr vornehmlich cremeweiß. Die Oberseite der Jungvögel ist dunkelbraun und nimmt ab dem dritten Lebensjahr die schiefergraue Färbung der erwachsenen Weißbauch-Seeadler an. Im Flug wirken Jungvögel cremefarben ohne starke Farbkontraste. Der 20 bis 26 cm lange Schwanz (Stoß) endet in einem dunklen Subterminalband. Frühestens mit fünf Jahren zeigen Weißbauch-Seeadler das Adultgefieder.
In der Gefiederfärbung unterscheiden sich die Geschlechter nicht, wohl aber in der Größe und im Gewicht. Die Weibchen werden etwa 20 Prozent größer und schwerer als die Männchen. Sehr große Weibchen erreichen eine Spannweite von fast 220 Zentimetern bei einem Gewicht von annähernd vier Kilogramm.

## Stimme
Die Rufe des Weißbauch-Seeadlers sind vor allem in der Balzzeit am frühen Morgen und in der Abenddämmerung zu hören, gelegentlich auch in hellen Nächten. Sie erinnern etwas an Gänserufe beziehungsweise an nasale Entenrufe. Häufig singen Weißbauch-Seeadler mit erhobenen Köpfen im Duett. Der Alarmruf ist ein raues, eher misstönendes Krächzen.

## Verbreitung und Lebensraum

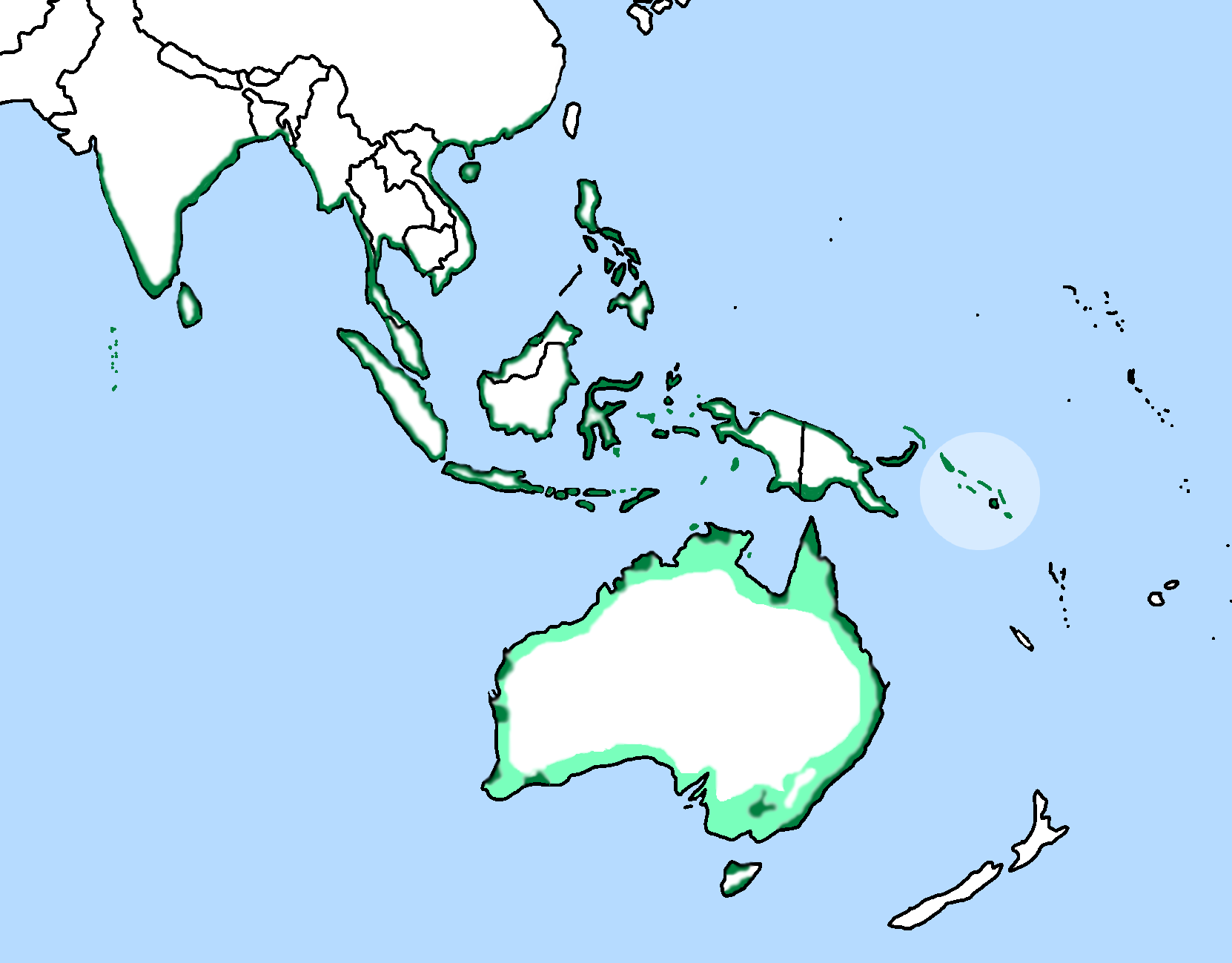
Dunkelgrün: Ganzjähriges, zum Teil stark lückenhaftes Verbreitungsgebiet
Hellgrün: Wanderungsgebiete und okkasionelle Brutgebiete
Hellblauer Kreis: Verbreitungsgebiet des Salomonenseeadlers Haliaeetus sanfordi

Der Weißbauch-Seeadler ist in den Küstengebieten des indomalayischen und australasiatischen Raumes verbreitet, wo er außer auf dem Festland  auf den meisten Inseln dieses Gebietes vorkommt. Stellenweise ist er in seinem Verbreitungsgebiet nicht selten. Neuerdings werden Bestandsrückgänge aus Thailand und anderen Gebieten Südostasiens gemeldet. 
Er besiedelt vor allem Küstengebiete und das küstennahe Hinterland. Die größten Bestandsdichten werden in Mangrovenwäldern an gezeitenbeeinflussten Flussmündungen beobachtet. Gelegentlich bewohnt er auch Lebensräume entlang großer Ströme sowie die Ufer von Seen. Seine Hauptverbreitung liegt vertikal hauptsächlich auf Meeresniveau, doch wurden lokal auch Vorkommen bis 1500 m, auf Sulawesi sogar aus einer Höhe von 1700 Metern gemeldet. Grobe Bestandsschätzungen bewegen sich zwischen 10.000 und 100.000 Brutpaaren. Sein Gesamtbestand gilt zurzeit nicht als gefährdet. Langfristig können aber, wie lokale Bestandsabnahmen nahelegen, die üblichen Gefährdungsursachen, wie Störungen am Brutplatz, direkte Verfolgung, Lebensraumzerstörung sowie Pestizideintrag auch für diese Art gefährlich werden.

## Nahrung und Nahrungserwerb
Die Nahrungspalette des Weißbauch-Seeadlers ist sehr breit, sie besteht vor allem, aber keineswegs ausschließlich aus im und am Wasser lebenden Wirbeltieren, wie Fischen, Reptilien, Vögeln und Säugetieren. Er verschmäht auch Aas der verschiedensten Art, Fischabfälle sowie Abfälle auf Mülldeponien nicht. Unter den Reptilien überwiegen Seeschlangen und kleine Schildkröten. Watvögel, Sturmtaucher, Seeschwalben und junge Reiher, Enten, Gänse sowie Kormorane machen die Hauptbeute unter den Vögeln aus. An Säugetieren erbeutet er hauptsächlich verschiedene Beutelsäuger und Nagetiere, wobei ihm gelegentlich auch Graukopf-Flughunde zum Opfer fallen.
Die Jagdmethoden des Weißbauch-Seeadlers sind vielfältig und schließen sowohl Ansitzjagd als auch langsame Flugjagd in unterschiedlicher Höhe entlang der Küstenlinie oder Kreisen über den Nahrungsgründen ein. Oft jagt ein Paar gemeinschaftlich. Die Beute wird meist mit einem Fuß ergriffen. Kleine Beutetiere werden im Flug verzehrt, größere zu einem bevorzugten Ansitz getragen. Der Weißbauch-Seeadler jagt auch anderen Greif- und Seevögeln ihre Beute ab, gelegentlich streift er im Fluge ruhende Fledermäuse von ihren Schlafplätzen oder fliegt in einen Wasservogelschwarm, um ein geeignetes Opfer zu separieren.

## Verhalten und Brut
Weißbauch-Seeadler führen eine lebenslang andauernde Partnerschaft. Der Neststandort wird auch außerhalb der Brutzeit als Revierzentrum genutzt. Während der Balzzeit zeigen Weißbauch-Seeadler von lauten Ruffolgen begleitete Schauflüge mit eindrucksvollen Flugmanövern, unter anderem mit gegenseitigem Verkrallen und Abtrudeln. Relativ häufig können Ansammlungen von Weißbauch-Seeadlern an günstigen Nahrungsplätzen beobachtet werden, Jungvögel scheinen in lockeren Junggesellengruppen umherzuziehen.
Entsprechend dem großen Verbreitungsgebiete können brütende Weißbauch-Seeadler regional während des ganzen Jahres angetroffen werden. Das Nest ist ein voluminöser Bau aus Ästen und Zweigen, das Maße bis zu eineinhalb Metern im Durchmesser und drei Metern in der Höhe erreichen kann. Es wird von beiden Partnern errichtet und über mehrere Jahre verwendet. Die Neststandorte sind sehr unterschiedlich: Nester können in sehr hohen Bäumen, auf Plattformen im Meer, auf Klippen und Felsen, aber auch in niedrigen Büschen und sogar auf dem Boden errichtet werden. Das Gelege besteht meistens aus zwei, seltener aus einem oder aus drei Eiern. Die Jungen schlüpfen nach einer Brutzeit von 35 bis 42 Tagen, die Nestlingszeit beträgt etwa 70 Tage. Es wurde Fratrizid beobachtet, ob es sich dabei um obligaten Kainismus handelt, ist nicht bekannt. Auch nach dem Flüggewerden verbleiben die Jungvögel noch bis zu einem halben Jahr im Elternverband, bis sie vertrieben werden.

## Wanderungen
Adulte Weißbauch-Seeadler sind Jahresvögel, unternehmen aber sehr weite Nahrungsflüge. Bei Nahrungsknappheit, zum Beispiel infolge von Dürre, führen insbesondere Binnenlandpopulationen ein nomadisches Leben. Jungvögel dismigrieren gelegentlich über weite Distanzen. Ein Jungvogel aus Südaustralien wurde 3.000 Kilometer entfernt auf K’gari wiedergefunden.